# 1944年1月25日日食
1944年1月25日日食是一次日全食，發生於1944年1月25日。新月當天（即朔日），地球上觀測到月球和太阳的角距離極小，此時月球如果恰好在月球交點附近，穿過太阳和地球之間，與地球、太阳接近一直線，則會出現日食。月球本影接觸地表而使該區域完全得不到陽光，就會形成日全食，同時在本影兩側數千公里的半影範圍內遮擋部分陽光，形成日偏食。此次日全食經過了秘鲁、巴西、英屬獅子山、法屬西非，日偏食則覆蓋了拉丁美洲大部分、非洲西部及周邊部分地區。

## 日食概況

### 出現區域
太平洋東部、法国海外領土克利珀頓島西南約820公里的洋面在日出時最先看到日全食。此後月球本影向東南以東，在秘鲁北部海岸登上南美洲，進入巴西並在帕拉州東南部達到最大食分。此後本影逐漸轉向東北，斜穿巴西北部，跨過大西洋，從法屬西非的今几内亚部分與英屬獅子山（今塞拉利昂）交界處海岸登上非洲，最終在日落時分結束於法屬西非的今尼日尔阿加德茲境內。
本影經過的陸地包括：
- 秘魯：經過皮烏拉大區西南部、蘭巴耶克大區中南部、拉利伯塔德大區北部、卡哈馬卡大區南半部、亞馬遜大區南端，自西北向南東斜貫聖馬丁大區中部偏南、洛雷托大區南部、烏卡亞利大區南部；
- 巴西：自西向東貫穿阿克雷州北部、亚马孙州南部、朗多尼亞州北部、馬托格羅索州北部，自西南向東北斜貫帕拉州南部、托坎廷斯州北部、馬拉尼昂州中部偏南、皮奧伊州北部、塞阿臘州北部，其中最大食分位於帕拉州東南部；
- 英屬獅子山：今塞拉利昂北方省北部；
- 法屬西非：自西南向東北斜貫今几内亚、马里南部，經過布吉納法索北部邊境，進入尼日尔北部並離開地表，其中包括今几内亚首都科納克里。[3][4]

除了狹窄的全食帶內能看見日全食之外，月球半影覆蓋範圍內都能看到日偏食，包括美国南部、中美洲除墨西哥西北角外的絕大部分、南美洲除巴塔哥尼亞地區、福克兰群岛、南乔治亚和南桑威奇群岛外的大部、英国南部、法国除東北部邊境外大部、瑞士西部、伊比利亚半岛、意大利西部、北非中西部、西非、中非除東南部外的大部。

### 基本參數
- 類型：日全食
- 食甚中心處（位於巴西帕拉州東南部）資料：
  - 時間：1944年1月25日15:26:15.8
  - 地點：7°36.5′S 50°9.6′W / 7.6083°S 50.1600°W
  - 食分：1.0428（全食帶內最大）
  - 日全食持續時間：4分8.8秒

## 觀測
位於墨西哥塔庫巴亞的墨西哥國家天文台派出觀測隊到秘鲁奇克拉约觀測了日全食。當地在日全食時天氣晴朗，而由於日全食出現在當地上午日出後不久，太陽高度角還比較低，日冕和天空背景的界線並不太明顯。所得圖片之中，除了一張長焦距相機拍攝的之外，其餘都很成功。

## 相關的日食

### 1942-1946年的日食
月球交替位於相對的月球交點時，以半個交點年（食年），即約177天又4小時間隔出現下列日食。
註：1942年3月16日和1942年9月10日的日偏食屬於上一組交點年系列。1946年5月30日和1946年11月23日的日偏食屬於下一組交點年系列。
| 升交點   | 升交點                   |          | 降交點                  | 降交點 |
| 沙羅周期 | 地圖                     | 沙羅周期 | 地圖                    |        |
| 115      | 1942年8月12日 偏食（南） | 120      | 1943年2月4日 全食       |        |
| 125      | 1943年8月1日 環食        | 130      | 1944年1月25日 全食      |        |
| 135      | 1944年7月20日 環食       | 140      | 1945年1月14日 環食      |        |
| 145      | 1945年7月9日 全食        | 150      | 1946年1月3日 偏食（南） |        |
| 155      | 1946年6月29日 偏食（北） |          |                         |        |

### 沙羅周期
沙羅週期長度為18年11天。本次日食屬於沙羅週期130，共包含73次日食，依次為1096年8月20日至1457年3月25日的21次日偏食、1475年4月5日至2232年7月18日的43次日全食、2250年7月30日至2394年10月25日的9次日偏食，總共歷時1298.17年。其中最長的全食發生於1619年7月11日，共持續了6分41秒。
下表列舉了1901年至2100年間發生的屬於該周期的日食，是第46至56次：
| 46            | 47            | 48            |
| ------------- | ------------- | ------------- |
| 1908年1月3日  | 1926年1月14日 | 1944年1月25日 |
| 49            | 50            | 51            |
| 1962年2月5日  | 1980年2月16日 | 1998年2月26日 |
| 52            | 53            | 54            |
| 2016年3月9日  | 2034年3月20日 | 2052年3月30日 |
| 55            | 56            |               |
| 2070年4月11日 | 2088年4月21日 |               |

## 資料來源
1. ↑  樊忠玉. . 中国天文科普网.   [2016-04-05]. （原始内容存档于2014-09-17）.
2. 1 2  Fred Espenak. . NASA Eclipse Web Site.   [2016-04-05]. （原始内容存档于2020-10-24）.（英文）
3. ↑  Fred Espenak. . NASA Eclipse Web Site.   [2016-04-05]. （原始内容存档于2020-10-23）.（英文）
4. ↑  Xavier M. Jubier. .   [2016-04-05]. （原始内容存档于2019-06-09）.（法文）（英文）
5. ↑  Fred Espenak. . NASA Eclipse Web Site.   [2016-04-05]. （原始内容存档于2008-08-29）.（英文）
6. ↑  Harlow Shapley. . 通俗天文學. 1944, 52: 107  [2016-04-05]. （原始内容存档于2019-08-27）.（英文）
7. ↑  Fred Espenak. . NASA Eclipse Web Site.（英文）

## 外部連結
- NASA日食專頁（页面存档备份，存于）（英文）
- 可見區域圖和時間統計：由弗雷德·埃斯佩纳克做出的日食預報，NASA/GSFC
  - Google互動地圖呈現的日食範圍
  - 貝塞爾元素
- Google地圖顯示的日全食和日偏食範圍（页面存档备份，存于）（法文）（英文）

| \| \| 日食 \|                            |                              |                                           |
| 上一次日食： 1943年8月1日日食 （日環食） | 1944年1月25日日食 （日全食） | 下一次日食： 1944年7月20日日食 （日環食） |
| 上一次日全食： 1943年2月4日日食          | 1944年1月25日日食 （日全食） | 下一次日全食： 1945年7月9日日食           |
|                                          | 日食                         |                                           |